# پرویز نصیب‌اف
پرویز نصیب‌اف (به اوکراینی: Парвіз Паша-огли Насібов؛ زادهٔ ۱۸ اوت ۱۹۹۸) یک کشتی‌گیر فرنگی‌کار آذربایجانی-اوکراینی است.
از افتخارات وی می‌توان به کسب دو مدال نقره المپیک ۲۰۲۰ توکیو و المپیک ۲۰۲۴ پاریس اشاره کرد.

## فعالیت حرفه‌ای

### المپیک ۲۰۲۰ توکیو
نصیب‌اف در وزن ۶۷ کیلوگرم کشتی فرنگی المپیک ۲۰۲۰ توکیو حاضر بود که فردریک بیرهوس از دانمارک، آرتم سورکوف از روسیه و محمد ابراهیم السید از مصر را شکست داد و به فینال رسید. وی در دیدار نهایی به محمدرضا گرایی از ایران باخت و به مدال نقره وزن ۶۷ کیلوگرم رسید.

### المپیک ۲۰۲۴ پاریس
نصیب‌اف در وزن ۶۷ کیلوگرم کشتی فرنگی المپیک ۲۰۲۴ پاریس حاضر بود که ماته نمس از صربستان، امانتور اسماعیل‌اف از قرقیزستان و حسرت جعفروف از آذربایجان را شکست داد و به فینال رسید. وی در دیدار نهایی به سعید اسماعیلی از ایران باخت و به مدال نقره رسید.